# الكسندر إبراهام (منافس ألعاب قوى)
الكسندر إبراهام (بالألمانية: Alexander Abraham)‏ هو منافس ألعاب قوى ألماني، ولد في 17 يناير 1886، وتوفي في 1971.

## وصلات خارجية
- الكسندر إبراهام على موقع أوليمبيديا (الإنجليزية)